# Song Without End
Song Without End (conocida en español como Sueño de amor en España y Una llama mágica en Hispanoamérica) es una película biográfica y romántica de 1960 sobre Franz Liszt realizada por Columbia Pictures. Fue dirigida por Charles Vidor, quien falleció durante el rodaje de la película y fue reemplazado por George Cukor. La película está protagonizada por Dirk Bogarde, Capucine y Geneviève Page.

## Argumento
Franz Liszt vive en Chamonix con la condesa Marie D'Agoult, la madre de sus hijos, cuando Frédéric Chopin y George Sand lo visitan. Le cuentan todo lo que ha perdido desde que dejó París y cómo un nuevo virtuoso del piano, Sigismund Thalberg, está cautivando al público. La condesa quiere que permanezca recluido y componga. Ella considera que actuar en público es una ocupación de mal gusto.
Liszt no soporta la falta de público y accede a un recital en París, lo que causa sensación. Entre el público está la princesa Carolyne Wittgenstein, de quien Liszt queda enamorado. Viaja a Rusia para actuar para el zar. Reanuda su carrera de actor y evita a la condesa mientras persigue a la princesa casada.
Richard Wagner se acerca a Liszt después de una actuación con una partitura para Rienzi. Liszt lo ignora, pero cuando más tarde escucha un ensayo de la obertura, se convierte en un defensor de su música. Acepta estrenar Lohengrin para Wagner después de que el compositor tenga que huir de una orden de arresto. Se muestra a Liszt dirigiendo el final de Tannhäuser.
El compositor comienza un romance con la princesa. Ella le pide el divorcio a su marido. Una vez concedido, la pareja está felizmente al borde del matrimonio. Sin embargo, cuando la Iglesia descubre que la princesa mintió acerca de que su marido se casó con ella cuando ella era menor de edad, impiden su divorcio. Liszt deja su propiedad a sus hijos y se retira a un monasterio.

## Reparto
Fuente:
- Dirk Bogarde como Franz Liszt.
- Capucine como la princesa Carolyne Wittgenstein.
- Geneviève Page como la condesa Marie d'Agoult.
- Patricia Morison como George Sand.
- Ivan Desny como el príncipe Nicolás.
- Martita Hunt como Gran Duquesa.
- Lou Jacobi como Potin.
- Albert Rueprecht como el príncipe Félix Lichnowsky.
- Marcel Dalio como Chelard.
- Lyndon Brook como Richard Wagner.
- Walter Rilla como arzobispo.
- Hans Unterkircher como zar.
- Erland Erlandsen como Sigismund Thalberg (como E. Erlandsen).
- Alexander Davion como Frédéric Chopin (como Alex Davion)
- Katherine Squire como Anna Liszt.

## Producción
El éxito en 1945 de Canción inolvidable sobre Frédéric Chopin de Charles Vidor fue el germen de una película biográfica sobre Franz Liszt. En 1946, Columbia tenía tres guiones específicos del músico Theodore Kolline, pero la producción seria no comenzó hasta que el director del estudio, Harry Cohn, anunció el proyecto en 1952. La película pasó por una especie de infierno del desarrollo durante los siguientes siete años, ya que el guion pasó de un escritor a otro y tuvo que ser editado exhaustivamente para complacer a los censores.
Cohn inicialmente contrató a su amigo Oscar Saul para escribir el guion y a William Dieterle para dirigir. Cuando el estudio retrasó el proyecto durante tres años debido a problemas de producción y casting, Saul se echó atrás y Columbia anunció en 1955 que se había encargado a Gottfried Reinhardt escribir un nuevo guion. En 1958, el veterano productor William Goetz se hizo cargo del proyecto con Oscar Millard como guionista. Finalmente se asignó a Charles Vidor para dirigir utilizando elementos de los guiones de los tres guionistas. Fue revisado continuamente incluso mientras el rodaje estaba en marcha.: 286 
El 4 de junio de 1959, Charles Vidor murió de un infarto. Inicialmente, Dirk Bogarde se sintió aliviado porque pensó que eso significaba que la película sería cancelada. Todos se habían sentido miserables, especialmente Capucine, que actuaba por primera vez en un papel estelar en una película en los Estados Unidos (anteriormente habiendo solo hecho papeles menores en películas europeas). Vidor fue extremadamente duro con ella y difícil con todos en el set. George Cukor llegó en avión para terminar la producción. Hizo que todos se sintieran cómodos e hizo cambios importantes en toda la película. Reemplazó a James Wong Howe con Charles Lang como director de fotografía, cambió el vestuario e incluso hizo que Anna Lee doblara el diálogo de Patricia Morrison.
Cukor también abandonó el famoso pelo largo de Liszt, optando por hacer que Dirk Bogarde se pareciera más a Elvis Presley. A pesar de que Vidor sólo rodó alrededor del 15% de la película, Cukor rechazó el crédito de dirección.

## Música
Como en la película se escucharon casi 40 selecciones musicales, Morris Stoloff, jefe del departamento de música de Columbia, comenzó a trabajar inmediatamente en la banda sonora. Después de seleccionar las piezas a tocar, contrató al virtuoso del piano Jorge Bolet, la Coral Roger Wagner y la Filarmónica de Los Ángeles para interpretar la partitura. Harry Sukman estuvo a cargo de la edición musical y las adaptaciones necesarias de las partituras. El musicólogo Abram Chasins fue consultor musical de la película.
Las piezas para piano se grabaron antes del rodaje para que Bogarde pudiera aprender los movimientos de los dedos necesarios para que pareciera que estaba tocando el piano de manera realista. Bogarde nunca había jugado uno.: 162  Victor Aller lo entrenó durante semanas antes de filmar y estuvo presente en el set para ayudarlo con la mímica. Bogarde elaboró un código para las llaves que sólo tenía sentido para él y desconcertó a Aller. Con frecuencia sangraba en las teclas del piano durante el rodaje, sobre todo cuando tenía que imitar la virtuosa La campanella.: 285 
Se lanzaron dos bandas sonoras para la película. Colpix Records, una división de Columbia Pictures, lanzó Song Without End: Original Soundtrack Recording con Bolet al piano. En su primera grabación de banda sonora, la Orquesta Filarmónica de Los Ángeles fue dirigida por Stoloff. El álbum incluye obras de Liszt, Paganini, Handel y Wagner.
Liberty Records lanzó The Franz Liszt Story para mostrar los arreglos que Harry Sukman hizo para la película. Sukman toca el piano y dirige la orquesta. La música de Liszt recibe títulos alternativos en varias pistas.

## Recepción
El crítico de The New York Times, Bosley Crowther, elogió la música: «Un poco de todo lo que refleja no sólo el talento de Liszt sino también el de la mayoría de los grandes compositores de su época altamente romántica: Wagner, Paganini, Beethoven, Verdi, Chopin, artistas cuyos el trabajo que respetó, ayudó, embelleció y a menudo interpretó, está empaquetado en esta imagen. Y está brillante y bellamente interpretada...». Sin embargo, observó que «la gran cantidad de personajes fueron interpretados tan superficialmente que transmiten poca convicción o fuerza emocional, y las actuaciones de los actores son, por necesidad, más elaboradas de lo que son profundas... Sin embargo, como decimos, la música truena; los escenarios y el vestuario son magníficos (las salas de conciertos, los palacios y los exuberantes adornos románticos vieneses nunca han sido superados en una película en color) y, de hecho, las poses puras de los actores realizadas por el difunto Charles Vidor y George Cukor son tan suaves que cualquiera que se conmovió por la riqueza musical y el esplendor pictórico debería volverse bastante loco con esta película».
Song Without End ha sido elogiada como «una de las mejores películas biográficas en términos de contenido musical» debido a su perfecta incorporación de piezas clásicas a lo largo de la película.

## Premios
Tanto Bogarde como Capucine fueron nominados a los premios Globo de Oro. La película ganó el Premio de la Academia a la Mejor Música para Morris Stoloff y Harry Sukman y el Premio Globo de Oro a la Mejor Película (Musical) en la 18.ª edición de los Globos de Oro.